# Tomás Vidiella
Tomás Humberto Eduardo Vidiella Baigorrotegui (Santiago, 26 de octubre de 1937-Santiago, 10 de marzo de 2021) fue un actor, director de teatro y gestor cultural chileno, con una gran trayectoria artística.
Fue fundador de las compañías de teatro El Túnel (1970), Hollywood (1976), Anfiteatro Lo Castillo (1980) y El Conventillo (1983), junto con su hermana Eliana Vidiella. Es considerado el padre del café-concert chileno, que ayudó a forjar y desarrollar con un notable éxito en las décadas de 1970 y 1980.
En teatro actuó y colaboró en diversas y exitosas obras, con giras nacionales e internacionales, como en Cabaret Bijoux y Viejos de Mierda. Mientras que, en televisión es reconocido por sus roles de carácter y fuerza interpretativa, en títulos como La torre 10, La villa, Amor a domicilio, Fuera de control, Sabor a ti y su magistral papel antagónico en Montecristo.

## Biografía

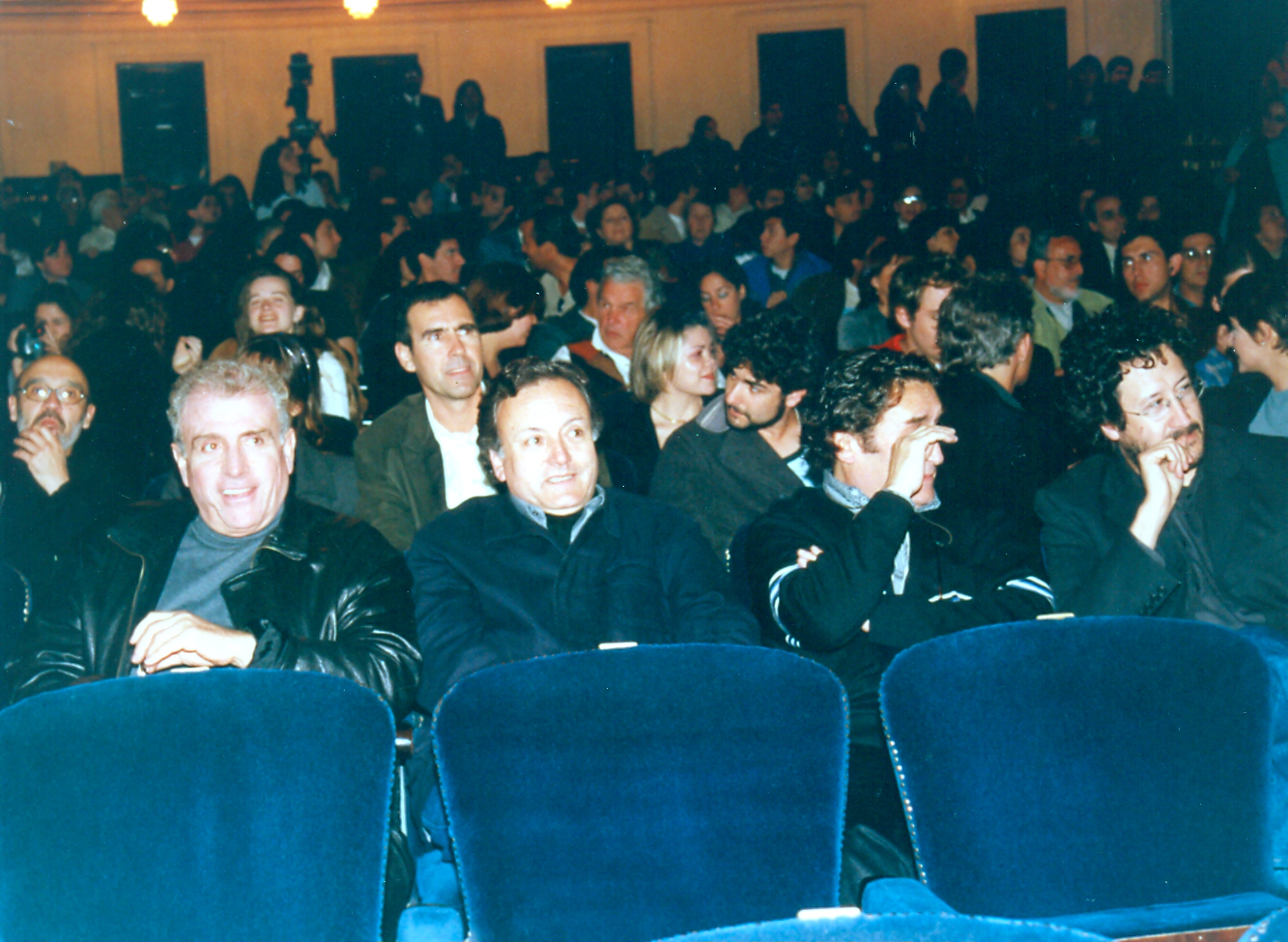
Vidiella junto a colegas actores Patricio Achurra, Rodolfo Bravo, Willy Semler, Aldo Parodi, Cristián Campos, Romeo Singer, entre otros, en el Festival Internacional de Cine de Viña del Mar del año 2000.

Hijo de Tomás Vidiella Sánchez y Lina Elvira Baigorrotegui de la Barra. Su hermana, Eliana Vidiella, también se dedicó a la actuación. En su infancia residió en una familia acomodada en el Barrio Lastarria de Santiago. Estudió internado en el Patrocinio San José, en el Internado Nacional Barros Arana, y luego actuación en la Escuela de Teatro en la Universidad de Chile. De su generación entraron 36 alumnos a teatro y egresaron solo cuatro, entre ellos Víctor Jara, Alejandro Sieveking, Luis Barahona y él. 
Posteriormente, con Víctor Jara y Alejandro Sieveking hicieron una gira por Latinoamérica y cuando estaban en México, después de seis meses, se pelearon antes de partir a España. Entonces Vidiella regresó a Chile, vendió su ropa y su tocadiscos y partió a Nueva York con US$ 200. 
Al regreso se destacó pronto, especialmente como creativo, gestor y empresario del espectáculo. Trajo a Chile el concepto del café concert, que desarrolló con éxito total. Y abrió nueve teatros, mientras seguía actuando. Su hermana Eliana lo respaldó en la administración de sus locales, alcanzando un gran éxito en los años 70 y 80. El primer espectáculo de este género en Chile lo orquestó Vidiella junto a los actores Alejandro Cohen y Pina Brandt, estrenando así Hagamos el amor en 1971 en el Teatro El Túnel. 
Ya en 1961 el intérprete tiene su primera aparición en la fotonovela chilena, en la revista Cine Amor en El que volvió, dirigida por Eduardo Naveda. Vidiella aparece por primera vez en una portada en 1962 con El milagro.
Su experiencia profesional incluye numerosas obras teatrales en Teatro Nacional Chileno, Teatro UC y compañías independientes. Algunas de estas son Cabaret Bijoux, Marat-Sade, La Madre, Las sirvientas, La ópera de tres centavos, La muerte de un vendedor viajero, El avaro, Quién le teme a Virginia Woolf, La tempestad, El vestidor, Enigmas y Largo viaje del día hacia la noche. Por esta última estuvo nominado al Premio Altazor 2002.
Su compañía de Teatro El Túnel fue la primera en estrenar una obra de Isabel Allende en 1973, con Balada de medio pelo y con la actuación de Valentín Trujillo. En 1975, Vidiella debuta en el Instituto Chileno-Francés de Cultura con la obra Los siete espejos, escrita por Allende y Francisco Flores del Campo.
En 1976 interpretó al segundo personaje transformista en el teatro chileno, tras Travesti por mi abuela (1973) de Eduardo Soto, encarnando a “Lulú” en la obra Cabaret Bijoux, que se volvió un éxito y que con el tiempo llegó a ser presentada en Valparaíso, Osorno, Concepción, Arica, Puerto Montt y Valdivia. En dicha obra intervinieron célebres actrices como Sonia Viveros y Silvia Piñeiro.
En televisión, fue uno de los primeros galanes del Área Dramática de Televisión Nacional de Chile contratados por la Directora Ejecutiva, Sonia Fuchs, destacándose así en telenovelas como La torre 10, junto a Sonia Viveros y Javiera Parada, y en La Villa. También aportó su experiencia, como actor maduro en varias producciones de Canal 13, en la década de 1990, con títulos como Amor a domicilio, Fuera de control, Sabor a tí, entre otras. En 2006 antagonizó magistralmente la telenovela Montecristo, de Megavisión.
Como gestor cultural y productor, se destaca como fundador de los teatros El Túnel (1970), Hollywood (1976), Anfiteatro Lo Castillo (1980) y El Conventillo (1983). Este último fue de los pioneros en construirse en Barrio Bellavista, por lo que la actual efervescencia cultural del sector se le suele atribuir a su llegada. Ha actuado y dirigido en La profesión de la señora Warren (2002) y Los Chinos (2002).
Con la obra Parecido a la felicidad realizó giras por La Habana, Caracas, Bogotá, Guatemala, San José y Ciudad de México. También ha estado de gira en Buenos Aires con Las Sirvientas, Fausto Shock y Los Chinos.
En 2001 fue condecorado con el Premio de la Asociación de Periodistas de Espectáculos, Arte y Cultura de Chile (APES) a Mejor Actor de Teatro en 2001 por Largo viaje del día hacia la noche.
Dentro del cine, se destacan sus actuaciones en El nominado (2003) y Cachimba (2004).
En el ámbito teatral, destacó en sus últimos años principalmente con la obra Viejos de Mierda (2015-2021), una delirante comedia escrita y dirigida por Rodrigo Bastidas, donde Vidiella compartió roles junto a Coco Legrand y Jaime Vadell.

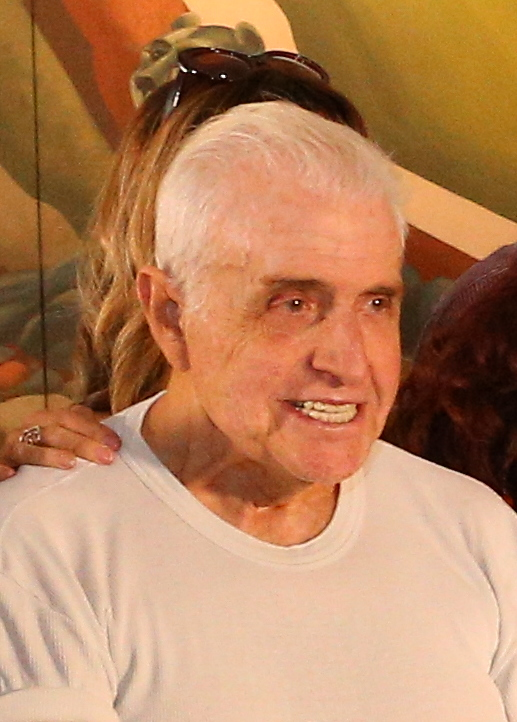
Vidiella en enero de 2020

En 2017 protagoniza la película La memoria de mi padre, junto a Jaime McManus, dirigida por Rodrigo Bacigalupe. Su interpretación fue ganadora del Premio a Mejor Actor en SANFIC Festival Internacional de Cine.
En 2018 recibió un homenaje por el Sindicato de Actores de Chile a su trayectoria.
El 26 de febrero de 2021, ChileActores le otorgó el Premio Caleuche a la Trayectoria por su excepcional labor en las artes escénicas. El actor sostuvo que: «He hecho una carrera por amor, porque es muy importante el teatro para la vida de los seres humanos».

### Fallecimiento
El 5 de marzo de 2021 fue hospitalizado en la Clínica UC Christus tras contagiarse de COVID-19, solo días después de que se confirmara que Cristián Campos, su compañero de reparto en obra de teatro Orquesta de señoritas, también diera positivo. A su vez, todos los integrantes del equipo, que incluía además a Luis Gnecco, Willy Semler, Mauricio Pesutic, se sometieron también a una cuarentena preventiva.
El 9 de marzo su amigo y actor, Jaime Vadell, indicó que Vidiella se encontraba en buenas condiciones de salud, e incluso se comunicaron a través de un teléfono el día 6 de marzo. Pese a ello, el actor se mantuvo conectado a ventilador mecánico desde el 7 de marzo, falleciendo finalmente tres días después a los 83 años.

## Filmografía
| Año  | Título                           | Papel              | Director           |
| ---- | -------------------------------- | ------------------ | ------------------ |
| 1973 | Antonio                          |                    | Claudio Guzmán     |
| 1998 | El entusiasmo                    | Canoso             | Ricardo Larraín    |
| 2003 | El nominado                      | Mañungo Eyzaguirre | Ignacio Argiro     |
| 2004 | Cachimba                         | Marcel             | Silvio Caiozzi     |
| 2009 | Teresa                           | Antonio Balmaceda  | Tatiana Gaviola    |
| 2011 | Dios me libre                    | Óscar Cifuentes    | Martín Duplaquet   |
| 2012 | Educación Física                 | Padre de Exequiel  | Pablo Cerda        |
| 2013 | Oranch                           |                    | Pablo Lagos        |
| 2015 | Sendero                          | Gustavo            | Lucio A. Rojas     |
| 2017 | La memoria de mi padre           | Jesús              | Rodrigo Bacigalupe |
| 2021 | Un loco matrimonio en cuarentena | Hugo Espíndola     | Rodrigo Bastidas   |

## Televisión
| Año  | Título                   | Papel                 | Notas                       |
| ---- | ------------------------ | --------------------- | --------------------------- |
| 1982 | De cara al mañana        | Ignacio Martínez      | Protagonista; 67 episodios  |
| 1984 | La represa               | Fernando Varas        | Elenco principal            |
| 1984 | La torre 10              | Dr. Hernán Ugalde     | Protagonista; 104 episodios |
| 1986 | La dama del balcón       | Ruperto García-Vargas | Elenco principal            |
| 1986 | La villa                 | Ignacio Montes        | Antagonista; 187 episodios  |
| 1988 | Vivir así                | Aldo Francino         | Elenco principal            |
| 1990 | El milagro de vivir      | Aníbal Gómez          | Antagonista; 78 episodios   |
| 1994 | Top secret               | Horacio Ragner        | Antagonista; 85 episodios   |
| 1995 | Amor a domicilio         | Gaspar Encina         | Elenco principal            |
| 1996 | Marrón glacé, el regreso | Amador Monarde        | Elenco principal            |
| 1997 | Eclipse de luna          | Ómar Riva             | Elenco principal            |
| 1998 | Amándote                 | Vicente Trosciani     | Antagonista; 105 episodios  |
| 1999 | Fuera de control         | Aarón Hurtado         | Elenco principal            |
| 2000 | Sabor a ti               | Refugio Sarmiento     | Elenco principal            |
| 2001 | Piel canela              | Galo Casagrande       | Elenco principal            |
| 2006 | Montecristo              | Alberto Lombardo      | Antagonista; 94 episodios   |
| 2008 | Lola 2                   | Alfonso Salamanca     | 7 episodios                 |
| 2009 | Corazón rebelde          | Sergio Bustamante     | Antagonista; 80 episodios   |
| 2017 | Tranquilo papá           | Leopoldo Sánchez      | 13 episodios                |

| Año  | Título                       | Papel               | Notas                     |
| ---- | ---------------------------- | ------------------- | ------------------------- |
| 1978 | El show de Tomás Vidiella    | Él mismo            |                           |
| 1980 | Tres veces amor              | Dr. Ismael Flores   | Protagonista              |
| 1996 | Amor a domicilio, la comedia | Gaspar Encina       | Elenco principal          |
| 2003 | La vida es una lotería       | Gregorio            | Episodio: Hogar paraíso   |
| 2004 | Tiempo final                 | Héctor              | Episodio: Los venenosos   |
| 2008 | Camera café                  | Gregorio Hormazábal | Protagonista              |
| 2009 | Mi primera vez               |                     | Episodio: Julio           |
| 2010 | Cartas de mujer              | Luis Alberto        | Episodio: Carta de Isabel |
| 2015 | Fabulosas Flores             | Leopoldo Ramos      |                           |

## Vídeos musicales
| Año  | Título            | Artista      | Dirección       |
| ---- | ----------------- | ------------ | --------------- |
| 2016 | Solo quiero Darte | Los Boloccos | Patricio Loutit |

## Premios y reconocimientos
- Laurel de Oro al Mejor actor y director.
- Premios APES al Mejor actor y director (1991, 1998, 1999 y 2001).
- Nominación - Premios Altazor al Mejor actor de televisión por Un largo día hacia la noche, 2002.
- Nominación - Premios Apes al Mejor actor de televisión por Montecristo, 2007.
- Medalla a la Trayectoria por los 75 años del Teatro Experimental de la Universidad de Chile, 2016.
- Premio al Mejor actor en SANFIC Festival Internacional de Cine, 2017.
- Premio Caleuche a la Trayectoria, 2021.

## Homenajes
- Libro Abcdiario Actoral. Edición 2, de ChileActores. Publicado el 23 de octubre de 2018.